# Staszów
Staszów [ˈstaʂuf] es una ciudad en el sureste de Polonia, en el voivodato de Świętokrzyskie. Se encuentra aproximadamente a 54 kilómetros al sureste de Kielce y 120 kilómetros al noreste de Cracovia. Es la capital del condado de Staszów. Tiene una población de 15 108 habitantes (2010), lo que la convierte en la octava ciudad más grande del voivodato. La superficie de la ciudad es de 26,8 km cuadrados, y sus dos ríos son el Desta y el Czarna Staszowska.
El escudo de Staszów es el Korab, antiguo símbolo de varias familias nobles de la Mancomunidad de Polonia-Lituania. Además, era también el escudo de Hieronymus Łaski, fundador de la ciudad. Staszów permaneció en manos privadas hasta octubre de 1866. Cuenta con una estación de ferrocarril, y cerca de la ciudad también pasa la Linia Hutnicza Szerokotorowa.
El nombre de la ciudad proviene del nombre Stanisław, que en los siglos XIII y XIV se utilizaba es su forma en diminutivo, Stasz. Es probable que el primer propietario de la ciudad fuera Stasz Kmiotko. Staszów alberga el club deportivo Pogoń, fundado en 1945.

## Ubicación
Staszów se encuentra en el extremo sureste de las montañas de Świętokrzyskie, en la histórica Tierra de Sandomierz, que en 1314 se convirtió en el voivodato de Sandomierz de la Pequeña Polonia. La ciudad permaneció dentro de los límites de este voivodato durante siglos, hasta 1795. Entre 1796 y 1809 perteneció al Imperio austríaco y posteriormente al Ducado de Varsovia, que tras el Congreso de Viena se convirtió en la Polonia del Congreso, un protectorado ruso. En 1844, el Condado de Staszów, creado en 1809, se disolvió y su territorio se fusionó con el Condado de Sandomierz.
Durante la Segunda República polaca, Staszów perteneció al condado de Sandomierz del voivodato de Kielce y, durante la Segunda Guerra Mundial, formó parte del distrito de Radom del Gobierno General. Tras la guerra, se recreó el voivodato de Kielce y, en 1954, el condado de Staszów regresó. Entre 1975 y 1998, la ciudad perteneció al voivodato de Tarnobrzeg. Staszów está rodeada de bosques, que constituyen el 36 % del condado. La ciudad se encuentra entre el clima más frío de las montañas de Świętokrzyskie y las temperaturas más suaves del valle de Sandomierz. Los inviernos son fríos, los veranos calurosos y los otoños cálidos y largos. La temperatura media en enero es de -3 °C, y en julio es de entre 17 y 18,3 °C, mientras que la temperatura media anual es de 7 a 8 °C.

## Historia

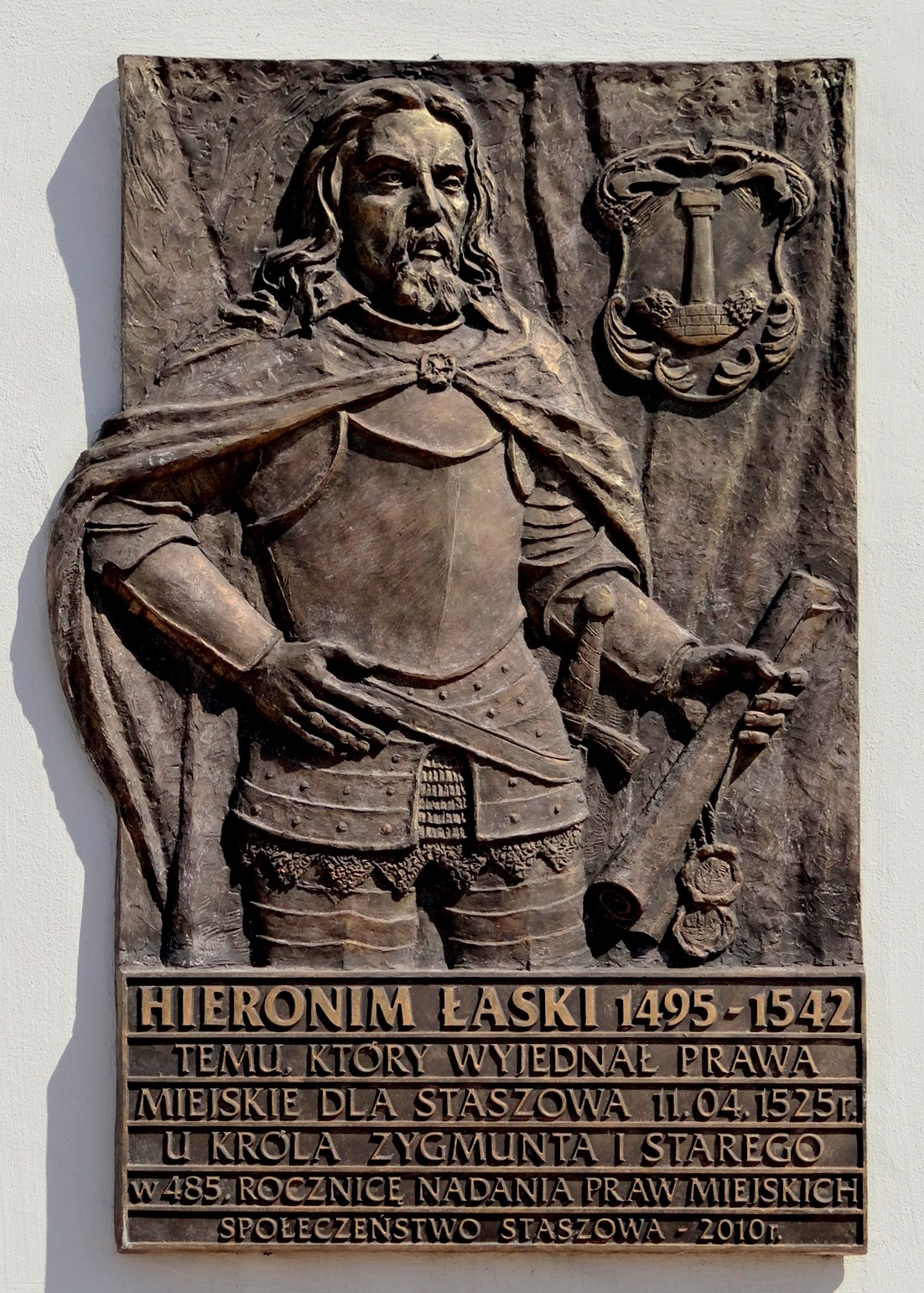
Placa conmemorativa a Hieronim Łaski

La ciudad se menciona por primera vez en 1241, cuando, durante la primera invasión mongola de Polonia, el pueblo de Staszów fue incendiado, junto con su iglesia parroquial de madera. En 1345, se construyó una nueva iglesia de piedra de San Bartolomé, y en la década de 1440, el pueblo de Staszów fue mencionado en el Liber Beneficiorum Dioecesis Cracoviensis de Jan Długosz. A principios del siglo XVI, Staszów tenía una plaza de mercado con un ayuntamiento, rodeado de casas de vecinos. Los primeros judíos se establecieron en Staszów alrededor de la época en que se le otorgó el estatus de ciudad, en 1526, y poco después se estableció allí una comunidad judía organizada. En 1580 emergió como uno de los centros de la Reforma protestante en Pequeña Polonia, con la Hermandad Polaca activa aquí. La ciudad perteneció a varias familias nobles. En 1610, los habitantes judíos fueron acusados de un libelo de sangre por asesinato ritual. Se llevó a cabo un juicio, tras el cual fueron expulsados de la ciudad. Incluso después de la deportación, varios judíos permanecieron allí, quienes también sufrieron los libelos de sangre.
La prohibición de que los judíos vivieran en Staszów fue abolida oficialmente solo 80 años después de la expulsión de los judíos, en 1690. Entonces el número de judíos creció rápidamente y la comunidad judía reanudó su presencia. En 1709, unos años después de un brote de peste negra, Staszów fue capturada y destruida por los suecos en la Gran Guerra del Norte. En 1731, Staszów perteneció a la familia Czartoryski, y poco después, August Czartoryski completó la construcción de un nuevo ayuntamiento con una torre de reloj. En 1795 Staszów fue anexada por Austria a la provincia de Galicia Occidental. Tras la victoria polaca en la Guerra Austro-Polaca de 1809, fue recuperada por los polacos e incluida en el efímero Ducado de Varsovia. Posteriormente, durante las guerras napoleónicas, formó parte del Ducado de Varsovia y, tras la disolución del ducado en 1815, formó parte del Congreso de Polonia, controlado por Rusia. En 1815, Staszów se convirtió por primera vez en sede del condado. Sus habitantes participaron tanto en el Levantamiento de Noviembre como en el Levantamiento de Enero, por lo que el gobierno ruso decidió estacionar allí una guarnición del Ejército Imperial Ruso de 800 hombres. En 1900, Staszów emergió como un centro comercial local, con una cervecería, varios molinos y otras empresas.

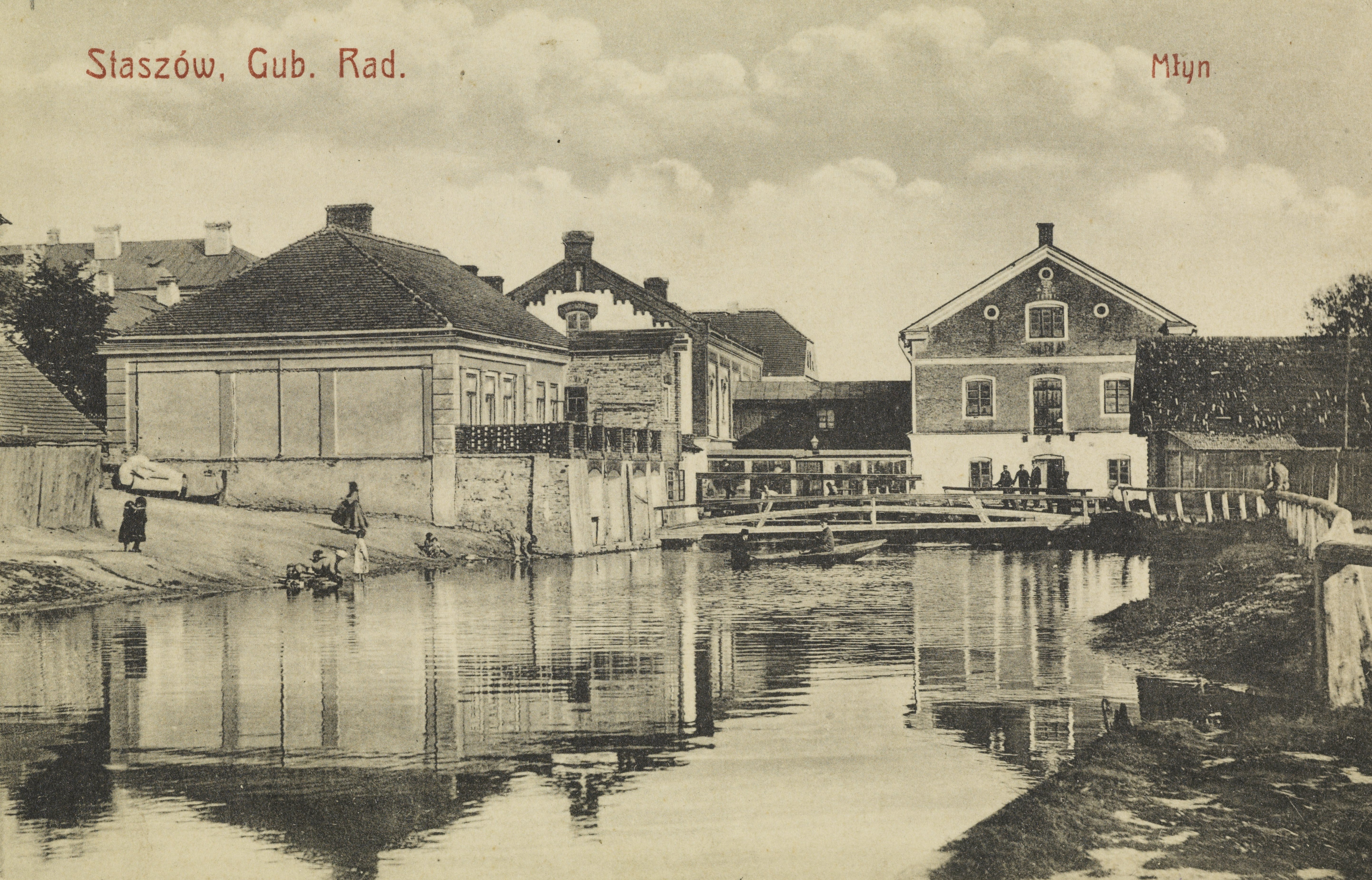
Molino de agua en Staszów en la década de 1910

Durante la Primera Guerra Mundial, Staszów fue escenario de intensos combates entre rusos y austrohúngaros. La ciudad cambió de manos varias veces y quedó libre en noviembre de 1918. Poco después, pasó a formar parte del condado de Sandomierz, en el voivodato de Kielce, y para 1930, su población era de 10 000 habitantes, la mitad de los cuales eran judíos.

### Segunda Guerra Mundial
Durante la Segunda Guerra Mundial, Staszów fue un importante centro de la resistencia antialemana, donde las unidades Jędrusie y del Ejército Nacional estuvieron activas. En 1939, la resistencia polaca organizó un punto de recogida y envío de paquetes de ayuda para los polacos que habían perdido sus hogares y posesiones en otras regiones, es decir, los arrestados o expulsados por los alemanes y los que huían de la Polonia oriental ocupada por los soviéticos. En 1942, la organización de resistencia Jędrusie asaltó una caja de ahorros local para recaudar fondos para las actividades de la resistencia.
Los alemanes ocuparon Staszów en septiembre de 1939 e inmediatamente comenzaron a robar y brutalizar a la población judía, que entonces comprendía aproximadamente la mitad de los 11 000 habitantes de Staszów. Judíos de otras ciudades, incluyendo de Austria, fueron llevados a Staszów. Tanto esos judíos como los judíos locales fueron obligados a realizar trabajos forzados para los alemanes, construyendo carreteras y drenando pantanos, entre otras tareas. La afluencia de personas provocó enfermedades epidémicas, incluyendo tifus y fiebre tifoidea . A partir de enero de 1942, a los judíos se les prohibió salir de la ciudad. Un gueto en dos partes con más de 6.000 habitantes se estableció en junio de 1942 y más judíos fueron llevados allí desde toda la región.
Se difundieron noticias sobre las deportaciones de otras comunidades judías a campos de exterminio. Muchos judíos huyeron de Staszów y otros intentaron esconderse con vecinos polacos o en el bosque. Se intentó organizar una resistencia armada, pero las fuerzas de la resistencia polaca se negaron a armar a los judíos. En la noche del 7 de noviembre, la ciudad fue rodeada por alemanes, auxiliares ucranianos y letones, y policías polacos y judíos. Al día siguiente, unos 6 000 judíos fueron conducidos a la estación de tren. Cientos fueron asesinados en el camino y otros fueron golpeados. El tren llevó al resto a Treblinka, donde fueron asesinados. Este día es llamado el "Domingo Negro" por los miembros de la comunidad judía de Staszów.
Después de eso, se inició un registro de las casas judías y quienes se escondían fueron fusilados. Algunos escondites fueron revelados por ciudadanos polacos. Algunos polacos ocultaron judíos de los ocupantes, incluyendo a Maria Szczecinka, una viuda que ocultó a catorce judíos hasta la liberación. Algunos judíos lograron escapar de diversas maneras al bosque de Golieb, a las afueras de Staszów. Estos judíos se convirtieron en partisanos y establecieron campos y búnkeres, y saquearon los suministros nazis hasta el final de la guerra. Se desconoce el número de judíos supervivientes de Staszów.

#### Domingo Negro

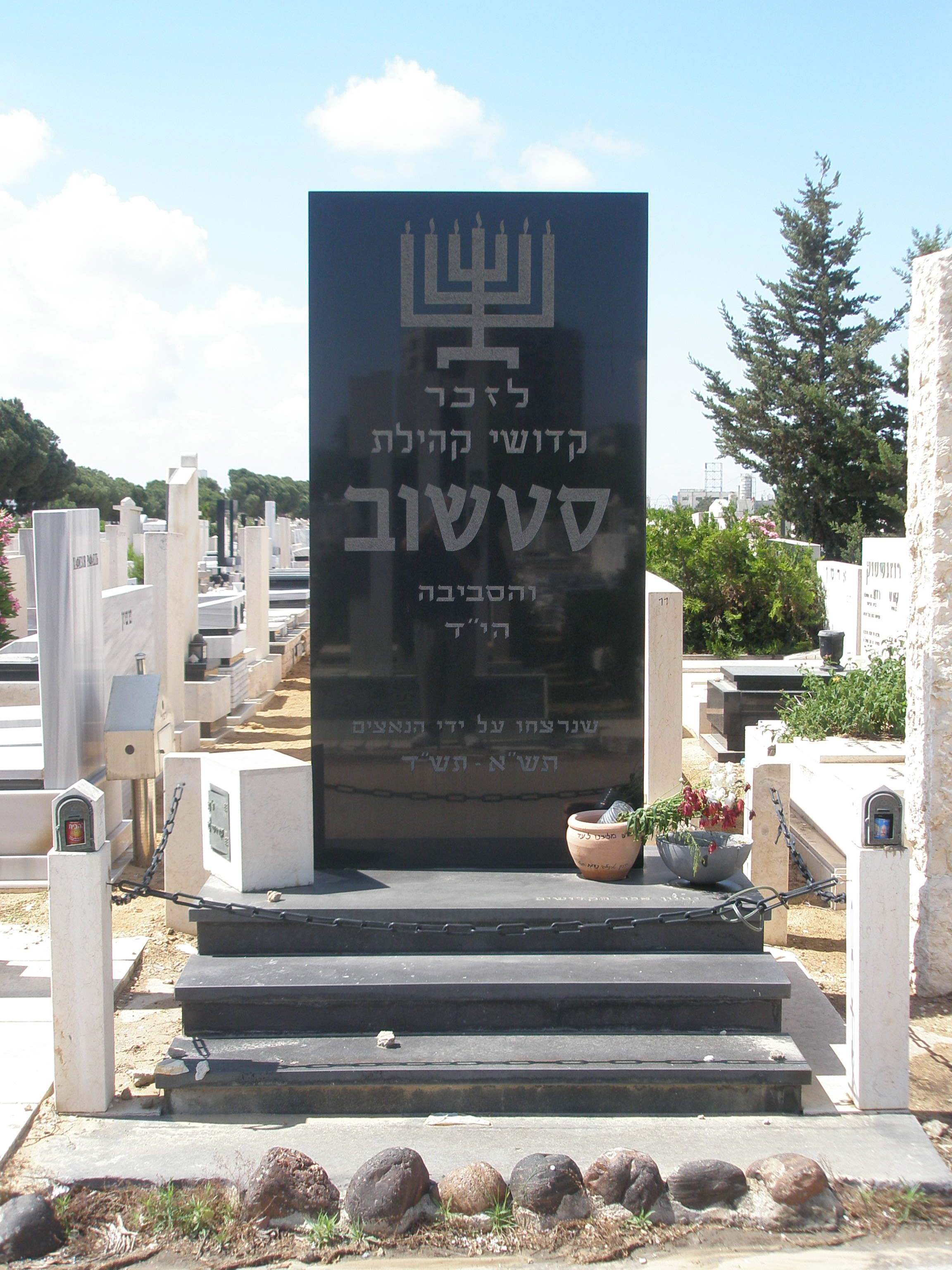
Cenotafio en memoria de los judíos de Staszów asesinados en el Holocausto, en el cementerio de la ciudad de Jolón, Israel.

El Obersturmführer Schild ordenó a la policía judía que instruyera a todos los judíos de la ciudad a presentarse a las 8 de la mañana en el mercado. Cualquiera que no obedeciera esta orden sería fusilado. A las 8 de la mañana, unos 5 000 judíos, jóvenes y mayores, niños y adultos, se habían reunido en el mercado para iniciar su marcha hacia la muerte. A las 10 de la mañana, Schild dio la orden para que aquellos que habían acudido marchasen, y en ese momento, la gente inició la marcha. En cuanto entraron en la calle Krakowska, los asesinos dispararon contra la multitud, sembrando la calle de víctimas inocentes. La sangre corrió desde la calle Krakowska hasta el río. La marcha de los judíos de Staszów llevó a más de 1 000 de ellos a través de Stopnica hasta el campo de exterminio de Belzec, y la mayoría marchó hasta Szczucin, donde fueron deportados en tren al campo de exterminio de Treblinka. En el camino, en el pueblo de Niziny, a 9 kilómetros de Staszów, se excavó una fosa común para 740 víctimas.
Aquellas personas que no acudieron al mercado a las 8 de la mañana fueron brutalmente asesinados en sus casas. Todos los asesinados en Staszów el mismo día de la matanza fueron enterrados en una fosa común en el Cementerio Judío. Muchos otros judíos, retenidos para trabajos forzados o escondidos en búnkeres, fueron posteriormente asesinados o enviados a un campo de concentración.
Los alemanes se retiraron en enero de 1945, tras las hostilidades y los bombardeos aéreos aobre la ciudad, quedando destruida en un 80%.

## Puntos de interés

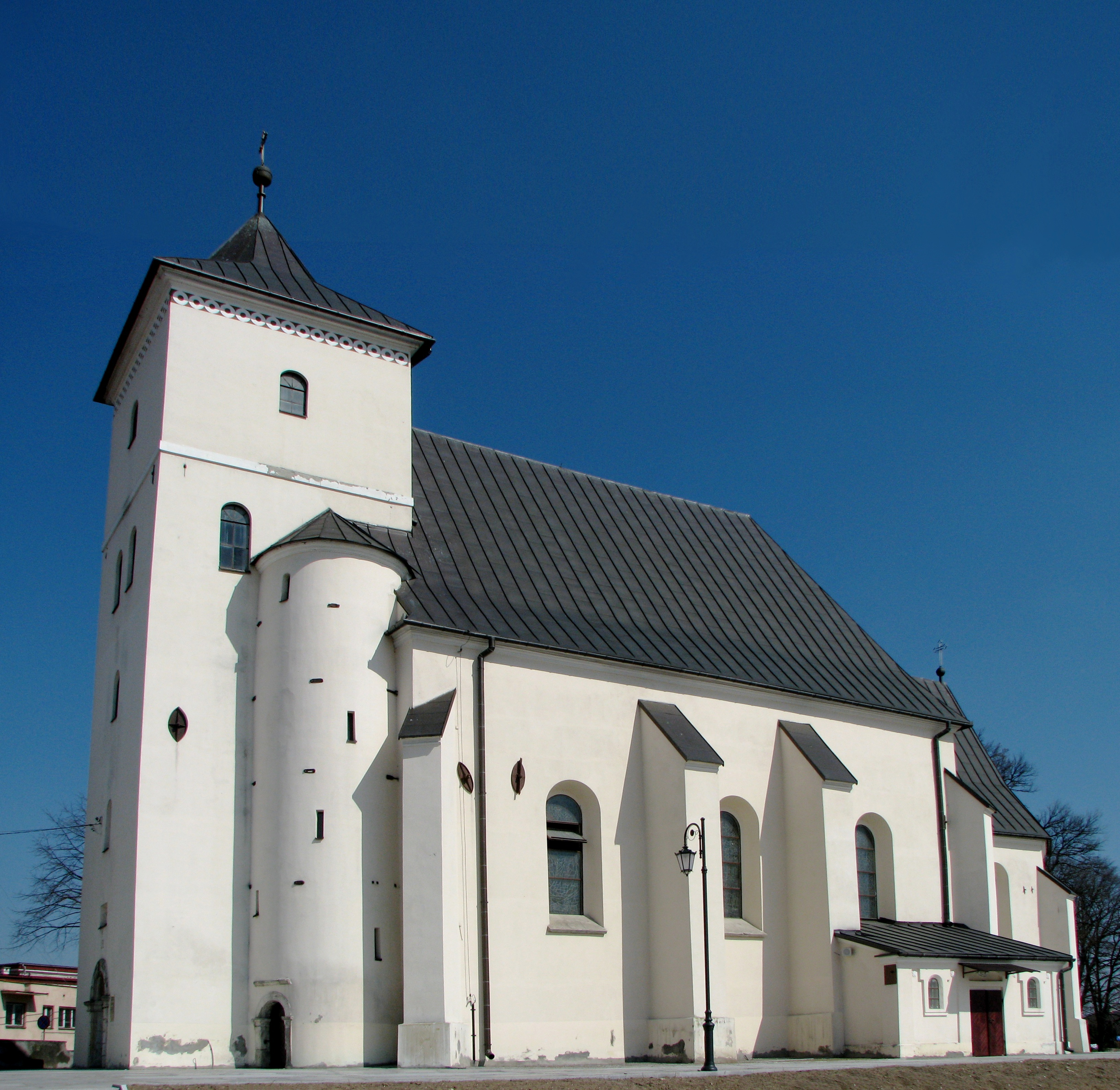
Iglesia de San Bartolomé

Staszów logró conservar su forma medieval, con una plaza del mercado, un ayuntamiento en el centro y calles perpendiculares. La ciudad fue destruida e incendiada con frecuencia; su edificio histórico más notable es la iglesia de San Bartolomé, construida entre 1342 y 1343, en el lugar donde se alzaba una iglesia de madera, incendiada por los tártaros en 1241. La iglesia fue renovada varias veces y su forma actual difiere de la original. En la plaza del mercado hay casas de vecindad de los siglos XVIII y XIX, y el ayuntamiento se construyó en 1783, con importantes modificaciones a partir de 1861. 

### Cementerio judío
Con más de 175 años de antigüedad, el Cementerio Judío no recibió mantenimiento, e incluso llegó a ser reemplazado sin dejar rastro por un parque infantil. El nuevo cementerio judío, a 1 kilómetro del centro de Staszów, era un terreno baldío. Los nazis se habían llevado las lápidas para usarlas como adoquines en caminos embarrados y las autoridades municipales las vendieron a una constructora después de la guerra, cuando ningún judío regresó a reclamarlas. Un individuo, Jack Goldfarb residente en la ciudad de Nueva York, pagó para que se embelleciera el terreno, se construyera un monumento conmemorativo del Holocausto de 3 metros, se trajeran al cementerio unas 155 lápidas judías que descubrió en casas de Staszów y se colocara una placa en una fosa común de la época del Holocausto.

## Demografía
Según el censo de Polonia de 2011, en Staszów residían 15 108 personas, de las cuales el 48,3% eran hombres y el 51,7% mujeres. La población estaba dispersa: el 19% eran menores de 18 años, el 38,2 % entre 18 y 44 años, el 26,8% entre 45 y 64 años, y el 16,1% tenía 65 años o más.

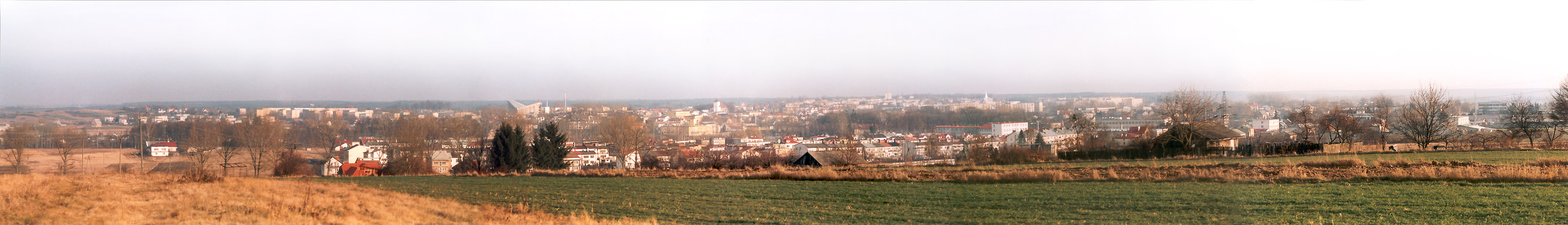
Panorama de Staszów

## Distritos
La ciudad consta de 10 distritos:

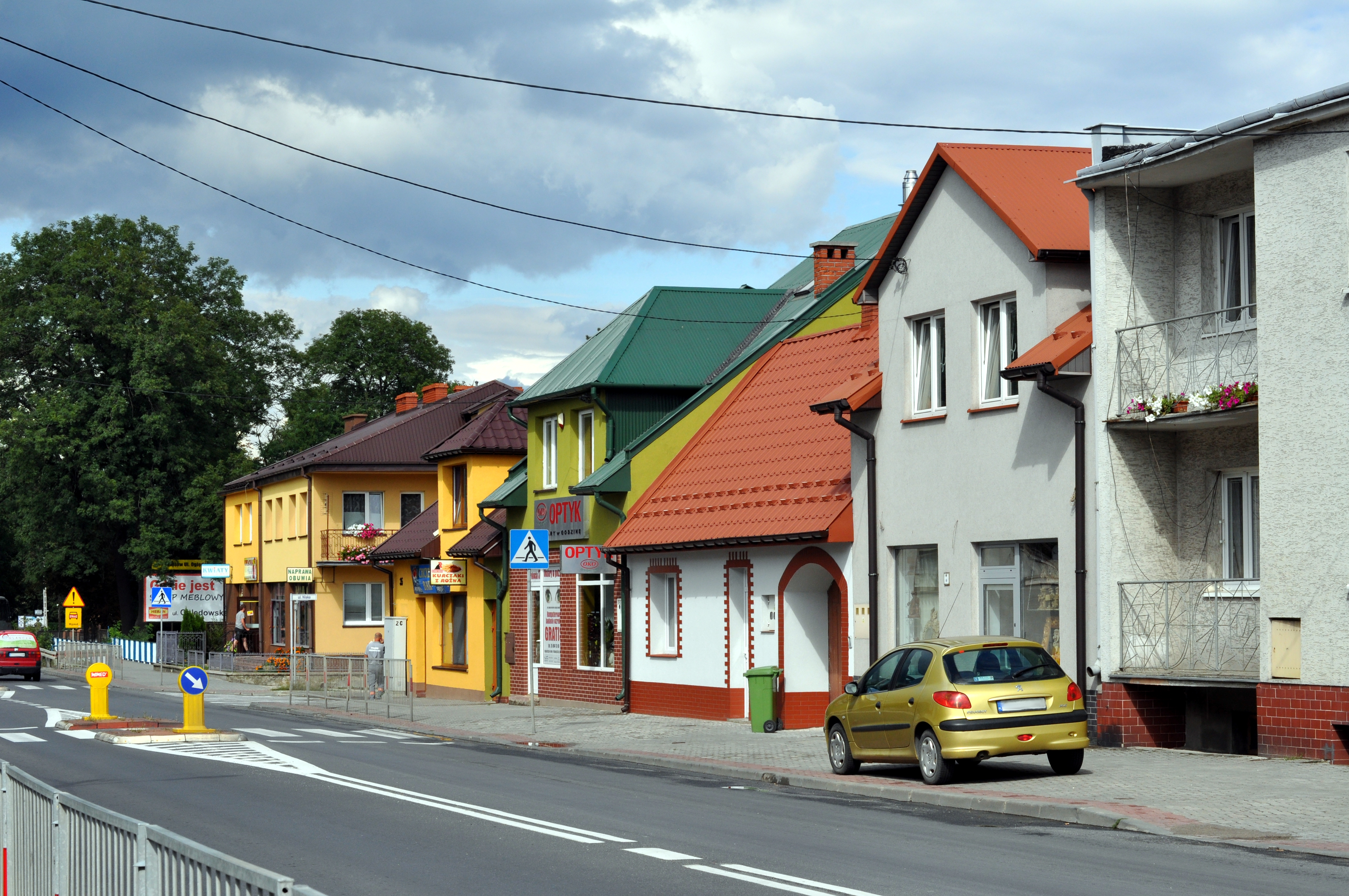
Staszówek

- Osiedle Oględowska - Złodziejówka (Pueblo de ladrones)
- Osiedle Ogrody (Los jardines)
- Osiedle Północ (Ciudad del norte)
- Osiedle Wschód - Pipała (Ciudad del este)
- Stare Miasto (Centro)
- Staszówek
- Golejów
- Radzików
- Pocieszka
- Małopolskie